# 栃木県道344号湯本大島線
栃木県道344号湯本大島線（とちぎけんどう344ごう ゆもとおおしません）は、栃木県那須郡那須町内を通過する一般県道である。

## 概要

### 路線データ
- 総延長：12.190km[1]
- 実延長：12.148km[1]
- 起点：栃木県那須郡那須町大字湯本（栃木県道290号那須甲子線交点）
- 終点：栃木県那須郡那須町大字大島（栃木県道21号湯本漆塚線交点）
- 認定：1996年（平成8年）4月1日

## 歴史

### 年表
- 1996年（平成8年）4月1日 - 一般県道として認定。

## 路線状況

### 交通量
24時間自動車類交通量（台/日）
- 那須町大字高久丙4894-1：1,121

## 地理

### 通過する自治体
- 栃木県
  - 那須郡那須町

### 交差する道路
- 栃木県道68号那須西郷線（那須町高久丙・大沢交差点）